# Новруз
Новруз (перс. نوروز — „нови дан”)  традиционални је ирански празник којим се обележава почетак нове године.
Славе га сви ирански народи и други народи уско везани за иранску културу. Обичај слављења Новруза проширио се на многе крајеве свијета, укључујући дијелове централне и јужне Азије, сјеверозападне Кине, полуострво Крим, те на Балканско полуострво.
Новруз означава први дан прољећа и почетак године према иранском календару. Почиње прољетном равнодневницом која  најчешће пада 21. марта, односно дан раније или касније. Обиљежавање Новруза датира прије исламског раздобља, а корјене вуче из доба античког Ирана. То је важан зороастријански празник који има велико значење међу модерним зороастријанцима у Ирану. Тренутак када Сунце еклиптички пресијеца небески екватор прецизно се израчунава сваке године.
Новруз је 2016. године уврштен на Унескову листу нематеријалног културног наслеђа човечанства, као културно наслеђе Авганистана, Азербејџана, Индије, Ирана, Ирака, Казахстана, Киргистана, Узбекистана, Пакистана, Таџикистана, Туркменистана и Турске.

## Историја
Од ахеменидског доба службена нова година почињала је даном када Сунце напусти зодијак Рибе, односно када уђе у зодијак Овна, што означава равнодневницу. јеврејски фестивал Пурим је највјероватније преузет од иранског Новруза, који је такођер снажно утицао и на традиције Исмаилије, Алавита, Алевита, те Бахаи вера.
Назив Новруз први се пут спомиње у персијским записима у 2. веку п. н. е, но обиљежаван је још у доба владавине иранске династије Ахеменида (648—330. п. н. е), када су народи из бројних сатрапија Ахеменидског царства долазили предати поклоне персијском владару. Симболика Новруза приказана је на рељефима Даријеве ападане у Персепољу, на којима лав прождире бика.

## Државе
Новруз се слави у сљедећим државама као државни празник:
- Авганистан[5]
- Албанија[6]
- Азербејџан[7]
- Грузија
- Индија[1]
- Иран[8]
- Ирак, али само у Курдистану [9]
- Казахстан[10]
- Киргистан[11]
- Пакистан[1]
- Таџикистан[12]
- Туркменистан[13]
- Турска[1]
- Узбекистан[14]